# Earthling
Earthling (estilizado como EART HL I NG) es el vigésimo álbum de estudio del músico y compositor británico David Bowie. Fue lanzado originalmente en febrero de 1997 por Arista Records. El álbum muestra un sonido influido por la música electrónica inspirada en parte por la cultura industrial y drum and bass de la década de 1990. Fue el primer álbum de Bowie autoproducido desde su álbum de 1974, Diamond Dogs.

## Antecedentes y desarrollo
David Bowie regresó al estudio cinco días después de terminar la gira de su álbum anterior, 1. Outside (1995). Aproximadamente una semana después del lanzamiento del álbum, Bowie le dijo a un entrevistador: "Realmente pensé que sería genial si podíamos hacer una foto, casi una fotografía sonora de cómo éramos en ese momento. Entonces, Reeves [Gabrels] y yo comenzamos a escribir inmediatamente después de que terminamos la gira". A pesar de entrar al estudio sin material listo, el álbum tardó solo dos semanas y media en grabarse (típico en un álbum Bowie). Bowie comparó este álbum con su álbum de 1980, Scary Monsters (and Super Creeps), diciendo "Creo que hay un gran vínculo entre Scary Monsters y este álbum, hasta cierto punto. Ciertamente, la misma intensidad de agresión". Bowie describió el álbum como un esfuerzo "para producir material realmente dinámico y de sonido agresivo".
Acerca de la producción del sonido de drum and bass en el álbum, Bowie dijo: "A diferencia de la mayoría del material de drum and bass, no solo tomamos partes de los discos de otras personas y realizamos samples. En la batería, Zack Alford hizo sus propios bucles y realizó todo tipo de tiempos y ritmos extraños. Luego los aceleramos hasta los 160 latidos por minuto. Así es como tratamos el álbum. Nos mantuvimos creando samples y creamos nuestro propio paisaje sonoro de alguna manera".
Earthling fue el primer álbum de Bowie grabado completamente de manera digital, "enteramente en el disco duro". Durante las entrevistas para promocionar el álbum, Bowie declaró: "Hice casi todo en la guitarra. Se hicieron muchas cosas chillonas en el saxofón, que fueron transferidas a un sampler, y luego fueron distorsionadas y trabajadas con el sintetizador".
Bowie y Gabrels usaron una técnica que habían comenzado a utilizar cuando trabajaban en el álbum anterior de Bowie, 1.Outside, donde transferían pedazos de guitarra al teclado de un sampler y construían riffs con base en esas piezas. "Es una guitarra real", dijo Bowie, "pero construida de manera sintética. Pero Brian Eno se interpuso en el camino, de la mejor manera posible, así que no llegamos a utilizarla hasta este álbum. Queremos ir más allá con eso, porque es una idea muy emocionante". Bowie consideró este álbum, junto con su predecesor, como un "diario textural" de cómo se sintieron los últimos años del milenio.
Las influencias musicales de Bowie y Gabrels en ese momento tuvieron un gran impacto en el sonido del álbum: Bowie fue influenciado por un sonido "euro" y bandas como The Prodigy, mientras que Gabrels todavía estaba en el sonido industrial estadounidense y bandas como Underworld.
Bowie dijo que se acercó a la producción de este álbum de manera similar a como se acercó a Young Americans (1975), diciendo: "[Para Young Americans,] quería trabajar dentro de la experiencia del soul de Filadelfia, y la única manera en que sabía hacerlo era llevando todo lo que es europeo en mí a este formato intrínsecamente afroamericano. Y este [álbum] no fue una situación diferente. Fue la hibridación de las sensibilidades europeas y americanas, y para mí, eso es emocionante. Eso es lo que mejor hago, soy un sintetista. 
Bowie resumió el significado de las canciones en el álbum diciendo: "Supongo que el tema en común en todas las canciones es esta necesidad permanente en mí de vacilar entre el ateísmo o una especie de gnosticismo. Sigo yendo hacia atrás y hacia adelante entre las dos cosas, porque significan mucho en mi vida. Quiero decir, la iglesia no entra en mis escritos ni en mis pensamientos; no tengo empatía con ninguna religión organizada. Lo que necesito es encontrar un equilibrio, espiritualmente, con la manera en que vivo y mi muerte. Y ese período de tiempo, desde hoy hasta mi fallecimiento, es lo único que me fascina.

## Arte de tapa y título
La portada del álbum presenta una fotografía de Bowie con un abrigo basado en la Union Jack, diseñado por Alexander McQueen, quien previamente había diseñado vestuarios para Bowie y su banda. Antes de que se lanzara el álbum, Bowie consideró usar Earthlings (plural) para el título del álbum.

## Desarrollo de las canciones
Bowie y la banda continuaron con su enfoque experimental para hacer música, utilizado por primera vez en la Trilogía de Berlín: para la canción "Looking for Satellites", Bowie le dijo al guitarrista Gabrels que "solo quería que tocara en una cuerda a la vez ... Él estaba limitado por el acorde hasta que este cambie, y eso hizo que su ejecución fuera poco ortodoxa". El riff de guitarra utilizado para la canción "Dead Man Walking" se basó en un patrón que Jimmy Page (de Led Zeppelin) había tocado para Bowie en los años 60. Según Gabrels, parte de la pista de bajo en "Little Wonder" fue una grabación de la bajista Gail Ann Dorsey mientras intentaba obtener un sonido de su pedalera sin saber que estaba siendo grabada. Para "Battle for Britain", Bowie retó a Mike Garson a tocar basándose en "la idea de una pieza escrita de Stravinsky llamada "Ragtime for Eleven Instruments". Le dije 'Si pudieras entrar en el carácter de esa pieza ...' y lo hizo de inmediato".
"Little Wonder" fue una de las primeras canciones que Bowie y Gabrels escribieron para el álbum, y Bowie calificó la escritura de la canción como un ejercicio "ridículo" en pura corriente de conciencia. "Escogí Blancanieves y los siete enanitos e hice una línea para cada uno de los nombres de los enanos. Y esa es la canción [risas]. Y luego se me acabaron los nombres de los enanos, así que hay nuevos enanos como 'Stinky'."
Originalmente, Bowie pensó que solo tendría unas pocas canciones nuevas para el álbum, y tenía la intención de completar el álbum con remakes de algunas de sus canciones pasadas, incluida "Dead Against It" (de su "banda sonora" de 1993 The Buddha of Suburbia), "I Can't Read" y "Baby Universal" de su período con Tin Machine, y "Bring Me the Disco King", que ya había sido probada antes en 1993 para su álbum Black Tie White Noise. Pero, debido a su inesperadamente prolífica composición durante las sesiones, ninguna de estas canciones fue lanzada en el álbum, aunque Bowie sí grabó nuevas versiones de "Bring Me the Disco King" y "Baby Universal". De lo último, Bowie dijo "Pensé que [era] una canción realmente buena y no creo que haya sido escuchada. Realmente no quería que eso le sucediera, así que la puse en este álbum. Realmente me gusta. Creo que esta versión es muy buena". La versión regrabada de "I Can't Read" fue lanzada en la banda sonora de la película The Ice Storm. Bowie también volvió a grabar "I'm Afraid of Americans", después de haber grabado una versión para la banda sonora de la película Showgirls de 1995 durante las sesiones de Outside: Bowie dijo: "Eso fue algo que Eno y yo armamos, y simplemente no sentí que encajase en Outside, por lo que no continuó. Simplemente se quedó atrás. Así que tomamos solo el embrión y lo reestructuramos con esta banda". Además, Bowie incluyó "Telling Lies", que Bowie había escrito y lanzado en Internet el año anterior.

## Recepción y crítica
A pesar de que no fue un gran éxito comercial, el álbum obtuvo una serie de críticas positivas con un crítico que lo calificó como "enriquecidamente texturado" y un "retorno a la excelencia" y otro dijo que el álbum representaba "una de sus mejores de la década". En los Premios Grammy de 1998, Earthling fue nominado a Mejor Interpretación de Música Alternativa y la canción "Dead Man Walking" fue nominada a Mejor Interpretación Vocal de Rock Masculino. El álbum funcionó mejor que su predecesor altamente experimental, Outside, alcanzando el número 6 en las listas del Reino Unido y el número 39 en los Estados Unidos. La revista Rolling Stone elogió al álbum, señalando que la exposición a Nine Inch Nails en la gira anterior de Bowie aparentemente lo había influenciado en este álbum, y lo calificaron como "su mejor desde Scary Monsters de 1980". El álbum obtuvo un éxito menor con el remix de "I'm Afraid of Americans" hecho por Trent Reznor.
Una versión en mandarín de la canción "Seven Years in Tibet" encabezó las listas en Hong Kong, marcando a Bowie como el primer artista no asiático en alcanzar el número 1 en ese territorio.

## Remixes y vídeos musicales
El entusiasmo de Bowie por el remix alcanzó su apogeo cuando este álbum fue lanzado y sus numerosos singles también se emitieron en los clubes, así como también lo hicieron en línea: tres versiones de "Telling Lies" se lanzaron en el sitio web oficial de Bowie meses antes del lanzamiento del álbum, lo que constituye el primer sencillo descargable de un artista importante. "Little Wonder" fue el mayor éxito del álbum, alcanzando el número 14 en el Reino Unido.
A otros tres sencillos más - "Dead Man Walking", "Seven Years in Tibet" y "I'm Afraid of Americans" (con participación de Trent Reznor) - no les fue tan bien, aunque este último permaneció en las listas estadounidenses durante 16 semanas, llegando al número 66. 
Los vídeos musicales para Earthling fueron elaborados. La artista y directora Floria Sigismondi dirigió los cortometrajes para "Little Wonder" y "Dead Man Walking", mientras que Dom y Nic dirigieron "I'm Afraid of Americans", siendo este último nominado para un MTV Video Music Award. También se realizó un vídeo para "Seven Years in Tibet", compuesto en gran parte por secuencias de conciertos.

## Actuaciones en vivo
Bowie tomó canciones de este álbum para la gira en septiembre de 1996, presentando cuatro shows en "clubes" de la costa este de los Estados Unidos, incluido uno en el Roseland Ballroom en la ciudad de Nueva York, con críticas positivas. Antes de subir al escenario para los espectáculos, Bowie pasaría su nueva canción ("Telling Lies") a través del altavoz, pero como el sencillo solo estaba disponible para su descarga en Internet, la mayoría de los fanáticos no reconocieron la canción. La lista de canciones para estos espectáculos era similar a la lista de canciones que usaría durante la próxima Earthling Tour de 1997.
El 9 de enero de 1997, el día después de cumplir 50 años, Bowie celebró un concierto de 50 años para él, interpretando temas del álbum, así como una selección de canciones de su catálogo. Tocó para casi 15,000 fanáticos en el Madison Square Garden de Nueva York. A Bowie se le unieron en el escenario artistas como Billy Corgan, Foo Fighters, Sonic Youth, Black Francis, Robert Smith y Lou Reed, para interpretar muchas de sus canciones. Otros invitados que no se presentaron fueron Beck, Moby, Julian Schnabel, Prince, Charlie Sexton, Fred Schneider, Christopher Walken, Matt Dillon y la esposa de Bowie, Iman. El artista Tony Oursler diseñó algunas de las obras de arte para los videos de fondo que se reprodujeron detrás de la banda en el escenario. El evento fue grabado para un especial de "pago por visión" que conmemora el evento, y una parte de las ganancias del evento se donaron a la organización benéfica Save the Children. Tim Pope, quien había trabajado previamente con Bowie dirigiendo su video de 1987 para "Time Will Crawl", dirigió el video del 50 aniversario, y Duncan Jones, el hijo de Bowie, fue uno de los operadores de cámaras en el evento.
En febrero de 1997, Bowie interpretó canciones de Earthling en vivo en Saturday Night Live y en The Tonight Show. 
En el Phoenix Festival en julio de 1997, Bowie y su banda tocaron en la carpa de Radio 1 Dance bajo el nombre "Tao Jones Index". Actuaron en la oscuridad con hielo seco y luces estroboscópicas. Tao Jones Index fue un juego de palabras basado en el nombre real de Bowie, David Jones, y en la emisión de los "bonos de Bowie" de 1997 (Tao se pronuncia "Dow", como en el índice Dow Jones del mercado de valores de Estados Unidos).
Bowie volvió a la carretera en apoyo a este álbum, con su Earthling Tour que tuvo lugar entre mayo de 1997 y fin de año.
Algunas canciones de varias presentaciones en vivo del álbum fueron lanzadas en el álbum promocional Earthling in the City (1997).
Bowie había dicho a mediados de 1996 que tenía la intención de ir al estudio para trabajar en la secuela de Outside luego de hacer el álbum de estudio utilizando primero su banda de gira, pero nunca se produjo una secuela de Outside. El siguiente álbum de Bowie fue su álbum de 1999, Hours.

## Lista de canciones
Todas las letras escritas por David Bowie; Toda la música compuesta por Bowie, Reeves Gabrels y Mark Plati, excepto donde se indique.
| N.º | Título                            | Música           | Duración |  |
| 1.  | «Little Wonder»                   |                  | 6:02     |  |
| 2.  | «Looking for Satellites»          |                  | 5:21     |  |
| 3.  | «Battle for Britain (The letter)» |                  | 4:48     |  |
| 4.  | «Seven Years in Tibet»            | Bowie, Gabrels   | 6:22     |  |
| 5.  | «Dead Man Walking»                | Bowie, Gabrels   | 6:50     |  |
| 6.  | «Telling Lies»                    | Bowie            | 4:49     |  |
| 7.  | «The Last Thing You Should Do»    |                  | 4:57     |  |
| 8.  | «I'm Afraid of Americans»         | Bowie, Brian Eno | 5:00     |  |
| 9.  | «Law (Earthlings on Fire)»        | Bowie, Gabrels   | 4:48     |  |

Notas
I'm Afraid of Americans apareció por primera vez en la banda sonora de la película Showgirls de 1995, en una versión distinta de la de Earthling.
Pistas adicionales de la reedición de 2004
- "Little Wonder (Danny Saber Dance Mix)"
- "I'm Afraid of Americans (Nine Inch Nails V1 Mix)"
- "Dead Man Walking (Moby Mix 2 US Promo 12")"
- "Telling Lies (Adam F Mix)" (no aparece en la Digibook Expanded Edition.)

Pistas adicionales de Digibook expanded edition de 2005
1. "Little Wonder (Censored Video Edit)"
2. "Little Wonder (Junior Vasquez Club Mix)"
3. "Little Wonder (Danny Saber Dance Mix)"
4. "Seven Years in Tibet (Mandarin Version)"
5. "Dead Man Walking (Moby Mix 1)"
6. "Dead Man Walking (Moby Mix 2 US Promo 12")"
7. "Telling Lies (Feelgood Mix)"
8. "Telling Lies (Paradox Mix)"
9. "I'm Afraid of Americans (versión banda sonora de Showgirls)"
10. "I'm Afraid of Americans (Nine Inch Nails V1 Mix)"
11. "I'm Afraid of Americans (Nine Inch Nails V1 Clean Edit)"
12. "V-2 Schneider (Tao Jones Index)"
13. "Pallas Athena (Tao Jones Index)"

## Personal
Producción
- David Bowie – producción
- Mark Plati – coproducción
- Reeves Gabrels – coproducción

Músicos
- David Bowie – voz, guitarra, saxofón alto, samples, teclados.
- Reeves Gabrels – programación, sintetizadores, guitarra y samples de guitarra, voz.
- Mark Plati – programación, loops, samples, teclados.
- Gail Ann Dorsey – bajo, voz.
- Zachary Alford – loops de batería, batería, percusión electrónica.
- Mike Garson – teclados, piano.
- Trent Reznor – invitado especial